# Mandal

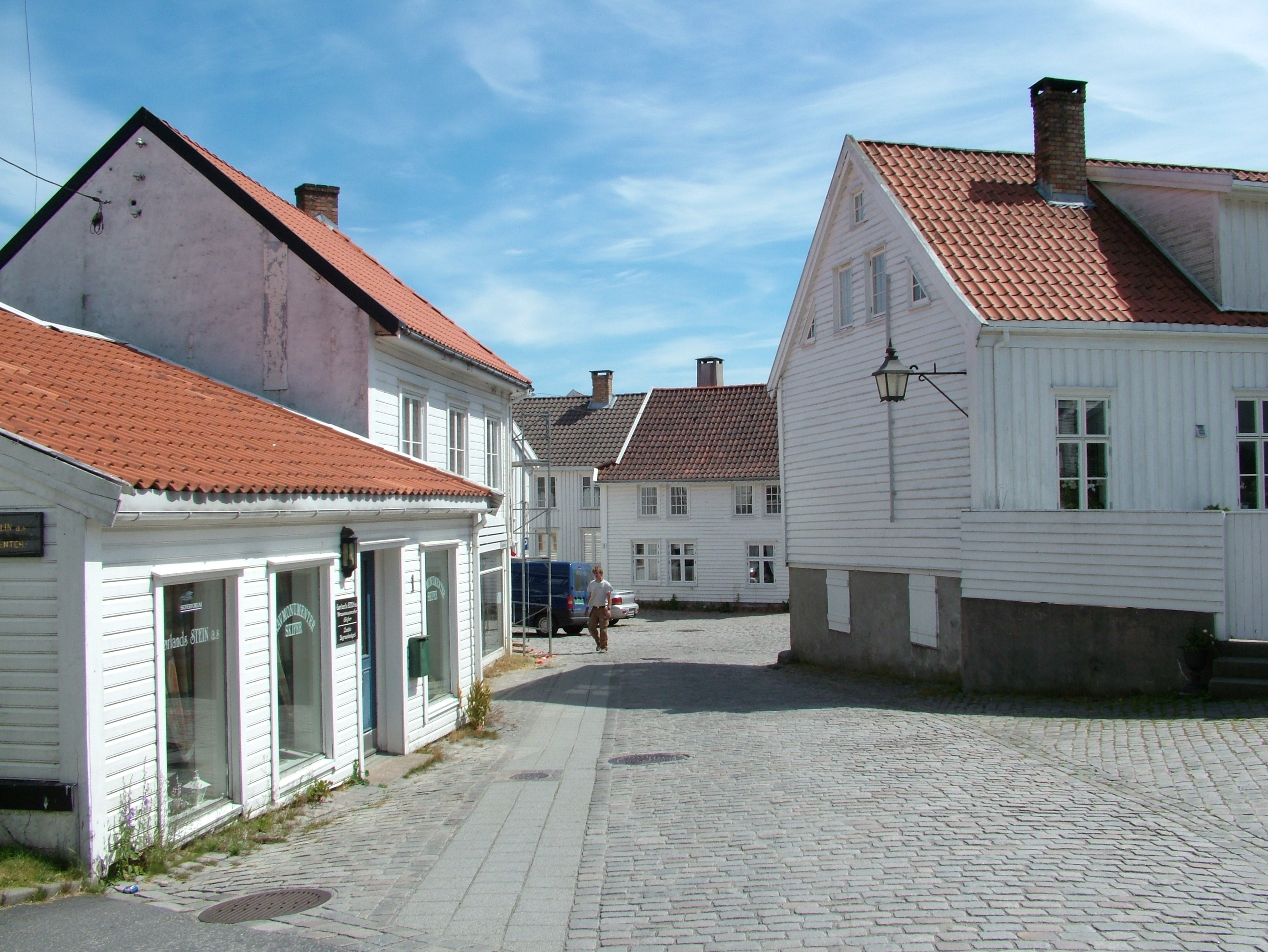
Mandal: tipica strada norvegese con case bianche

Mandal è una località della Norvegia, situata nel comune di Lindesnes, nella contea di Agder. Fino al 31 dicembre 2019 era un comune autonomo della contea di Vest-Agder. Ha ricevuto lo status di città nel 1921.

## Geografia fisica
Mandal è la città norvegese più meridionale ed è bagnata dalle acque del Mare del Nord. La città è inoltre conosciuta per le sue lunghe spiagge sabbiose, tra cui la più famosa è Sjøsanden (la sabbia del mare). Per il suo clima mite Mandal è una famosa città di villeggiatura estiva. È inoltre bagnata dal Mandalselva (fiume Mandal) ricco di salmoni, che compaiono anche nello stemma comunale.